# Lista Obywatelska
Lista Obywatelska (słoweń. Državljanska lista, DL) – słoweńska liberalna partia polityczna funkcjonująca w latach 2011–2024, do 2012 działająca pod nazwą Obywatelska Lista Gregora Viranta (słoweń. Državljanska lista Gregorja Viranta).

## Historia
Po upadku centrolewicowego rządu Boruta Pahora Gregor Virant, były minister administracji publicznej w rządzie Janeza Janšy i przewodniczący liberalnego think tanku, ogłosił 10 października 2011 powołanie nowego liberalnego ugrupowania celem startu w przedterminowych wyborach parlamentarnych. Do jej utworzenia doszło 21 października tego samego roku w Lublanie. Wsparcie dla tej inicjatywy zadeklarowała grupa przedsiębiorców, intelektualistów i polityków.
Ostatecznie Obywatelska Lista Gregora Viranta w wyborach zajęła czwarte miejsce, otrzymała 8,4% głosów i 8 mandatów w krajowym parlamencie. W grudniu 2011 jej lider stanął na czele parlamentu, następnie partia przystąpiła do koalicji współtworzącej drugi rząd Janeza Janšy. W marcu 2013 ugrupowanie współtworzyło nowy gabinet z Alenką Bratušek na czele. W wyniku przedterminowych wyborów w 2014 Lista Obywatelska znalazła się poza parlamentem. W tym samym roku nowym liderem partii został Bojan Starman. Ugrupowanie w 2024 zostało wykreślone z rejestru partii politycznych.